# Eugénie de Kontski
Eugénie de Kontski, née en 1810 à Cracovie et morte le 13 juin 1880 à Paris, est une pianiste et chanteuse polonaise.

## Biographie
Marie Eugénie Kątska est la fille de Gregory Kątski (1776-1844) et de sa première épouse, Marie Anne Nowinska. Elle a pour frères les artistes Charles, Antoine, Stanislas et Apollinaire.
Pianiste et chanteuse, elle accompagne en chant ses frères lors des concerts d'abord en Pologne, puis en Europe.
En 1842, elle épouse Michel Chodźko. Leur fils Jan Władysław (1852-1912) embrassera une carrière militaire et la Légion d'honneur lui sera accordée.
Elle meurt à son domicile de la rue Nollet à l'âge de 70 ans.